# مارتين فان دير لان
مارتين فان دير لان (بالهولندية: Martijn van der Laan)‏ (29 يوليو 1988 في هولندا - ) هو لاعب كرة قدم هولندي في مركز الدفاع. شارك مع منتخب هولندا تحت 17 سنة لكرة القدم. أما مع النوادي، فقد لعب مع نادي غرونينغن ونادي كامبور ونادي فيندام.

## روابط خارجية
- مارتين فان دير لان على موقع قاعدة بيانات كرة القدم.إي يو (الإنجليزية)
- مارتين فان دير لان على موقع Soccerway.com (الإنجليزية)